# Anoplogynus singularis
Anoplogynus singularis is een hooiwagen uit de familie Gonyleptidae. De wetenschappelijke naam van Anoplogynus singularis gaat terug op Canals.